# Ivo Josipović
Ivo Josipović [ˈiːʋɔ ˈjɔsiːpoʋitɕ] (n. 28 august 1957, Zagreb, Republica Socialistă Croația, RSF Iugoslavia) a fost președinte al Croației între 18 februarie 2010 - 15 februarie 2015. A lucrat ca profesor universitar, jurist, instrumentist și compozitor. A fost membru al Parlamentului Croației din partea Partidului Social Democrat.
La 27 decembrie 2009 Josipović a câștigat mai multe voturi decât cei 11 rivali ai săi (32,4%), calificându-se în turul al doilea de scrutin, desfășurat la 10 ianuarie 2010, împotriva candidatului independent Milan Bandić.
Ivo Josipović era, înaintea campaniei electorale, relativ necunoscut publicului larg din Croația, dar a ajuns să câștige alegerile. Ideea esențială a campaniei sale a fost Nova Pravednost („O Nouă Dreptate”), cerând un nou cadru legal și social pentru a trata problemele nedreptăților sociale, corupției și criminalității organizate.
În turul al doilea al alegerilor prezidențiale din 2015, desfășurat în data de 11 ianuarie 2015, a fost învins de candidata conservatoare Kolinda Grabar-Kitarović.